# Rosa cymosa
Rosa cymosa és una espècie de rosa enfiladissa nadiua de la Xina, on creix des de la costa de l'est en Fujian fins Sichuan occidental i fins als 1300 m d'altitud, en àrees tèbies de matollar i congostos, i en plantacions de bambú. De vegades s'anomena flor de saüc perquè les seva floració s'assembla a les flors del saüc (Sambucus).
Rosa cymosa té les tiges llises o peludes de fina a 5 m, amb algunes espines ganxudes. Els brots i les fulles són al brotar de color vermell brillant. Els folíols són lanceolats i estrets, arrodonits a la base, i acuminats amb la punta esvelta i corbada. Les estípules són estretes i no estan subjectades a la tija o bé cauen de seguida. Els pedicels són esvelts. Les flors són petites i nombroses, disposades en una umbel·la composta o corimbe, de color blanc cremós i d'entre 1 a 1.5 cm de diàmetre. Els gavarrons són molt petits i arrodonits, d'uns 5 mm de diàmetre, i de color vermell apagat o escarlata amb moltes llavors petites.
Aquest roser és força delicat; en climes on es produeixen glaçades és recomanable cultivar-lo en un hivernacle. Floreix entre el final de maig i l'inici de juny.

## Sinònims[1]
- Rosa amoyensis Hance
- Rosa bodinieri H.L‚v. & Vaniot
- Rosa cavaleriei H.L‚v.
- Rosa chaffanjonii H.L‚v. & Vaniot
- Rosa esquirolii H.L‚v. & Vaniot
- Rosa fragariiflora Ser.
- Rosa fragariifolia Ser. ex Steud. [variant ortogràfica]
- Rosa indica L. (1753)[2]
- Rosa microcarpa Lindl.
- Rosa patrum H.L‚v. ex Rehder
- Rosa sorbiflora Focke
- Rosa sorbifolia Anon. [variant ortogràfica]